# Robert Sarah
Robert Sarah (Ourous, 15 giugno 1945) è un cardinale e arcivescovo cattolico guineano, dal 20 febbraio 2021 prefetto emerito della Congregazione per il culto divino e la disciplina dei sacramenti.

## Biografia
È nato il 15 giugno 1945 a Ourous, un villaggio dell'arcidiocesi di Conakry in Guinea, che allora era colonia francese. La famiglia, già di religione animista e convertita al cattolicesimo, apparteneva alla minoranza etnica dei Conagui.

### Formazione e ministero sacerdotale
Nel 1957 entrò nel seminario minore "Saint Augustine" di Bingerville, in Costa d'Avorio, dove studiò per tre anni, sino a quando le tensioni fra questo Paese e la Guinea, che nel frattempo aveva ottenuto l'indipendenza, lo indussero a rientrare in patria, trasferendosi presso il seminario della Congregazione dello Spirito Santo, a Dixinn. La permanenza si protrasse per pochi mesi, perché nell'agosto 1961 il governo autocratico del dittatore guineano Ahmed Sékou Touré confiscò le proprietà ecclesiastiche. Sarah fu così costretto a studiare da autodidatta sino a quando, nel 1962, le autorità religiose cattoliche ottennero di poter aprire un nuovo seminario a Kindia. Qui nel 1964 ottenne il baccalaureato in Teologia e successivamente si trasferì presso il seminario maggiore di Nancy, in Francia. La crisi diplomatica fra la Francia e l'ex colonia guineana costrinse Sarah a lasciare l'Europa e completare gli studi teologici a Sébikotane in Senegal.
Il 20 luglio 1969 fu ordinato presbitero nella cattedrale di Sainte Marie a Conakry, dall'arcivescovo Raymond-Marie Tchidimbo.
Dopo l'ordinazione riprese gli studi. Dal 1969 al 1974 soggiornò a Roma dove ottenne la licenza in teologia presso la Pontificia Università Gregoriana. Nel frattempo aveva conseguito anche la licenza in Sacra Scrittura presso lo Studium Biblicum Franciscanum di Gerusalemme. Rientrò in Guinea nel 1974.

### Ministero episcopale e cardinalato
Il 13 agosto 1979 papa Giovanni Paolo II lo nominò arcivescovo metropolita di Conakry. A 34 anni prese così il posto dell'arcivescovo Raymond-Marie Tchidimbo, che dopo molti anni di prigionia era stato costretto alle dimissioni e all'esilio. Ricevette l'ordinazione episcopale l'8 dicembre successivo nella cattedrale di Sainte Marie a Conakry dal cardinale Giovanni Benelli, coconsacranti l'arcivescovo Luc Auguste Sangaré e il vescovo Jean Pierre Marie Orchampt.
Dal 23 agosto 1979 al 12 febbraio 1994 fu anche amministratore apostolico di Kankan.
Negli anni dell'episcopato, Sarah operò per assicurare alla Chiesa l'indipendenza dal regime autocratico di Sékou Touré e, nonostante le persecuzioni di sacerdoti e laici, non si sottrasse dal pronunciare discorsi contro il potere politico anche durante gli anni della presidenza di Lansana Conté. Questo gli permise di diventare uno dei leader più rispettati tra i guineani e di essere considerato una possibile guida durante la transizione politica del Paese.
Robert Sarah è stato presidente della Conferenza episcopale della Guinea dal 1985 al 2001.
Il 1º ottobre 2001 Giovanni Paolo II ha chiamato Robert Sarah presso la Curia romana, nominandolo segretario della Congregazione per l'evangelizzazione dei popoli; Sarah ha preso il posto dell'arcivescovo Marcello Zago, deceduto il 1º marzo di quell'anno.
Il 7 ottobre 2010 papa Benedetto XVI lo ha nominato presidente del Pontificio consiglio "Cor Unum" al posto del cardinale Paul Josef Cordes, dimessosi per raggiunti limiti d'età.
Nel concistoro del 20 novembre 2010 papa Benedetto XVI lo ha creato cardinale diacono di San Giovanni Bosco in via Tuscolana. Sarah è il primo cardinale guineano. Il 30 gennaio 2011 ha preso possesso della diaconia.
Il 12 e il 13 marzo 2013 ha partecipato come cardinale elettore al conclave che ha portato all'elezione di papa Francesco.
Il 23 novembre 2014 papa Francesco lo ha nominato prefetto della Congregazione per il culto divino e la disciplina dei sacramenti. Sarah succede al cardinale Antonio Cañizares Llovera, che era stato nominato arcivescovo metropolita di Valencia.
È uno dei cardinali che celebra la messa tridentina dopo la riforma liturgica; è membro della Congregazione per l'evangelizzazione dei popoli e presidente della Consulta Sacerdotale Generale "Istituto Nazionale Azzurro".
Nel giugno 2020, al compimento del 75º anno di età, viene riconfermato donec aliter provideatur come prefetto della Congregazione per il culto divino e la disciplina dei sacramenti.
Il 20 febbraio 2021 papa Francesco ha accettato la sua rinuncia dall'incarico di prefetto, dopo quasi sei anni, per raggiunti limiti d'età, ai sensi del can. 354 del Codice di diritto canonico, divenendone prefetto emerito.
Il 3 maggio 2021, durante un Concistoro presieduto da papa Francesco, è stato promosso all'ordine presbiterale mantenendo la propria diaconia elevata pro hac vice a titolo cardinalizio. L'8 maggio successivo è stato nominato membro della Congregazione per le Chiese orientali.
Il 7 e 8 maggio 2025 ha partecipato come cardinale elettore al conclave che ha portato all'elezione di papa Leone XIV.
il 24 maggio 2025 papa Leone XIV lo ha nominato suo inviato speciale a presiedere le celebrazioni liturgiche del 25 e 26 luglio 2025 presso il santuario di Sainte-Anne-d’Auray (diocesi di Vannes, Francia), in occasione del 400° anniversario delle apparizioni di Sant’Anna al contadino bretone Yvon Nicolazic.
Il 15 giugno 2025 ha compiuto ottant'anni e, in base a quanto disposto dalla costituzione apostolica Universi Dominici Gregis di papa Giovanni Paolo II del 1996, è uscito dal novero dei cardinali elettori e da tutti gli incarichi ricoperti dalla Curia romana.

## Posizioni teologiche, morali, sociali e su temi politici

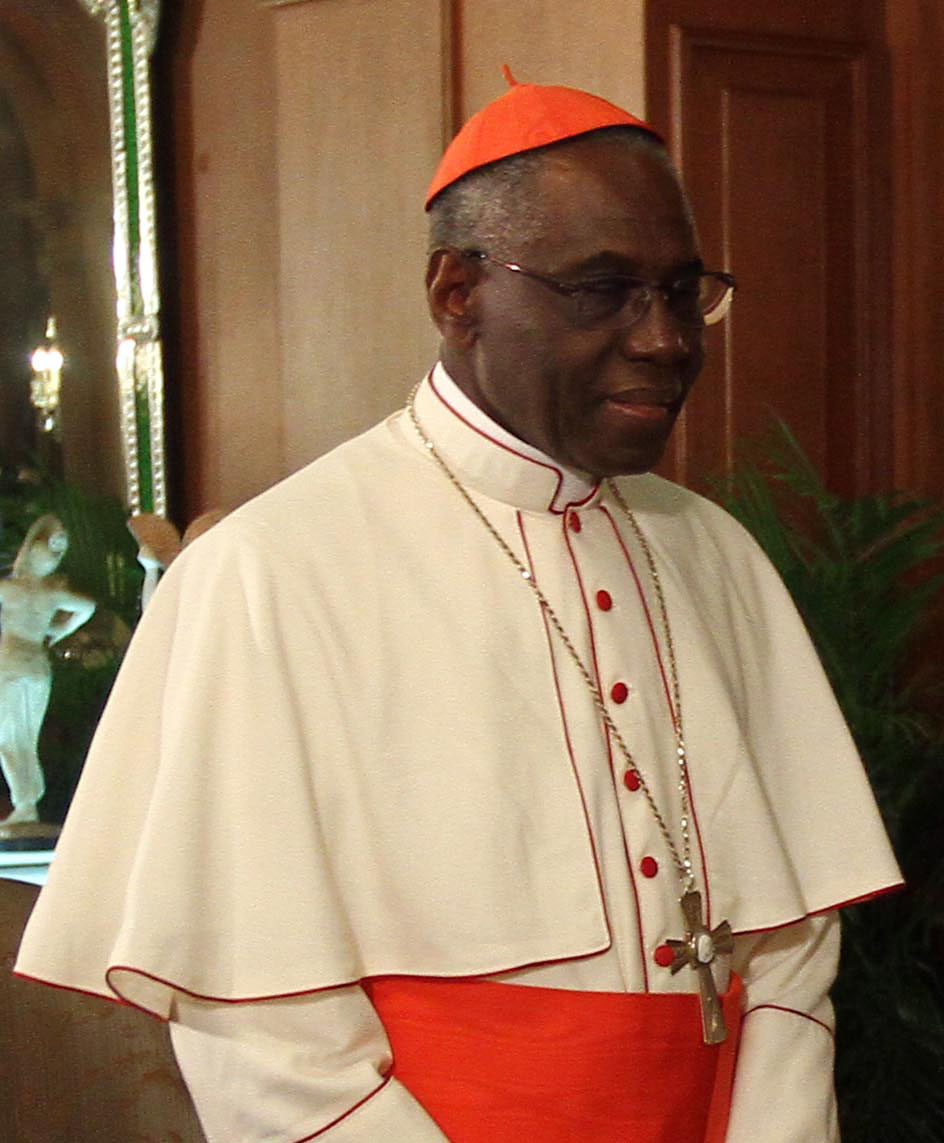
Il cardinale Sarah nel 2014

Considerato una delle voci più autorevoli della Chiesa cattolica in Africa, Sarah è un conservatore in materia di dottrina della fede.
Nel febbraio 2015 pubblica il libro Dio o niente per la casa editrice francese Fayard. Nella presentazione dell'opera Famille Chretienne afferma che «l'Africa potrebbe diventare la punta di lancia della Chiesa nella sua opposizione alla decadenza occidentale».
Parlando di "abbandono" afferma: «Nella mia vita, Dio ha fatto tutto; da parte mia non ho voluto che pregare. Sono sicuro che il rosso del mio cardinalato è veramente il riflesso del sangue della sofferenza dei missionari che sono venuti fino al fondo dell'Africa per evangelizzare il mio villaggio».
Sulla "teoria del gender" scrive: «Per quel che riguarda il mio continente voglio denunciare con forza una volontà d'imporre dei falsi valori utilizzando argomenti politici e finanziari. In alcuni Paesi africani sono stati creati ministeri dedicati alla teoria del gender in cambio di sostegno economico! Queste politiche sono tanto più odiose in quanto la maggior parte delle popolazioni africane è senza difesa, alla mercé d'ideologi occidentali fanatici».
È particolarmente chiaro sulla XIV Assemblea generale ordinaria del Sinodo dei vescovi, avente per tema la famiglia, e verso i seguaci della linea Kasper: «L'idea che consisterebbe nel rinchiudere il Magistero in un bello scrigno staccandolo dalla pratica pastorale che potrebbe evolvere secondo le circostanze, le mode e le passioni, è una forma di eresia, una pericolosa patologia schizofrenica. Affermo dunque con solennità che la Chiesa d'Africa si opporrà fermamente a ogni ribellione contro l'insegnamento di Gesù e del Magistero».
Nel 2016, il cardinale Robert Sarah ha richiamato pubblicamente l'attenzione dei fedeli sull'importanza della Visita al Santissimo Sacramento stendendo la prefazione a un testo postumo di mons. Alessandro Maggiolini, Visita a Gesù nell'Eucaristia, e presentandola come «la sorgente della vita interiore: l'adorazione di Gesù Cristo, Dio fatto uomo, perché sappiamo e crediamo che in Lui è l'unico vero Dio, e pertanto ci inginocchiamo e prostriamo davanti alla Santa Eucaristia».
In occasione della XV Assemblea generale ordinaria del Sinodo dei vescovi del mese di ottobre 2018, dedicato al tema dei giovani, il cardinale Sarah ha dichiarato che se alcuni giovani non sono d'accordo con l'insegnamento morale cattolico, anche nel campo della sessualità, ciò non significa che gli insegnamenti della Chiesa siano poco chiari o che dovrebbero cambiare. Secondo il cardinale, infatti, la Chiesa e i suoi pastori dovrebbero «proporre coraggiosamente l'ideale cristiano corrispondente alla dottrina morale cattolica e non annacquarla, nascondendo la verità per attirare i giovani nel seno della Chiesa». Secondo il cardinale, inoltre, i giovani sono caratterizzati da un idealismo e alte finalità non solo per ambizioni personali e professionali, ma anche nei confronti della «giustizia, trasparenza nella lotta alla corruzione [e] nel rispetto della dignità umana», la cui sottovalutazione e mancata promozione sono una grave mancanza di rispetto nei loro confronti, che «preclude le porte della loro crescita, maturazione e santità», privando la società della risorsa più preziosa per il suo futuro.
A inizio 2020, pubblica un saggio sul sacerdozio cattolico dal titolo Dal profondo del nostro cuore, in cui esprime forti critiche all'eventualità di ordinare come tali uomini sposati: «lo stato coniugale riguarda l'uomo nella sua totalità, e dato che servire il Signore richiede tutte le risorse di una persona non sembra possibile che le due vocazioni si realizzino contemporaneamente». Il libro, tra le tante cose, è una risposta "ideale" all'apertura della Chiesa cattolica ai "viri probati", ossia alla possibilità di ordinare sacerdoti uomini sposati, "anziani" e di "chiara fede", punto di riferimento per comunità locali e periferiche non facilmente raggiungibili da un sacerdote regolarmente ordinato. A seguito delle anticipazioni pubblicate dal quotidiano Le Figaro, in cui sono riportati alcuni estratti attribuiti al papa emerito Benedetto XVI e in cui traspare una netta chiusura al sacerdozio per gli uomini sposati, la partecipazione di Benedetto XVI alla stesura del libro come co-autore è stata smentita pubblicamente tramite il suo segretario particolare mons. Gänswein, mentre è stato confermato che il Papa Emerito è solamente l'autore di un contributo ospitato all'interno del volume. In particolare mons. Gänswein, con una nota rilasciata alle agenzie di stampa, ha chiesto al cardinale Sarah di togliere il nome di Benedetto XVI dalla copertina, dall'introduzione e dalle conclusioni del libro, specificando che «si è trattato di un malinteso, senza mettere in dubbio la buona fede del Cardinale Sarah». Dal canto suo, il cardinale Sarah ha pubblicato, sul proprio account ufficiale di Twitter, delle lettere di Benedetto XVI che alludono all'inclusione del suo contributo all'interno del volume «nella forma da Lei prevista». Il cardinale Sarah ribadisce, smorzando le polemiche, la sua obbedienza a papa Francesco.
L'8 gennaio 2024 esprime la sua contrarietà alla Fiducia supplicans.
Non ha tuttavia sottoscritto i dubia riguardo l'esortazione apostolica Amoris Laetitia.

## Genealogia episcopale e successione apostolica
La genealogia episcopale è:
- Cardinale Scipione Rebiba
- Cardinale Giulio Antonio Santori
- Cardinale Girolamo Bernerio, O.P.
- Arcivescovo Galeazzo Sanvitale
- Cardinale Ludovico Ludovisi
- Cardinale Luigi Caetani
- Cardinale Ulderico Carpegna
- Cardinale Paluzzo Paluzzi Altieri degli Albertoni
- Papa Benedetto XIII
- Papa Benedetto XIV
- Papa Clemente XIII
- Cardinale Marcantonio Colonna
- Cardinale Giacinto Sigismondo Gerdil, B.
- Cardinale Giulio Maria della Somaglia
- Cardinale Carlo Odescalchi, S.I.
- Cardinale Costantino Patrizi Naro
- Cardinale Lucido Maria Parocchi
- Papa Pio X
- Cardinale Gaetano De Lai
- Cardinale Raffaele Carlo Rossi, O.C.D.
- Cardinale Amleto Giovanni Cicognani
- Cardinale Giovanni Benelli
- Cardinale Robert Sarah

La successione apostolica è:
- Arcivescovo Vincent Coulibaly (1994)
- Vescovo Emmanuel Félémou (2007)
- Vescovo Barthélemy Yaouda Hourgo (2008)
- Vescovo Joseph Befe Ateba (2008)
- Vescovo Raphaël Balla Guilavogui (2008)
- Vescovo Moïse Tinguiano (2024)

## Opere
Autore di numerosi scritti, sue varie opere sono state tradotte dal francese in italiano a cura di don Andrea Cappelli, sacerdote e membro del direttivo della Milizia del Tempio.

### Autore
- Culture, democracy and development in the light of Centesimus annus, Paulines Publications Africa, 2000
- En route vers Ninive, Médiaspaul, 2012
- Dio o niente. Conversazione sulla fede con Nicolas Diat, Cantagalli, 2015
- La forza del silenzio. Contro la dittatura del rumore, con Nicolas Diat, Cantagalli, 2017
- Credo la Chiesa, con Gerhard Ludwig Müller, Cantagalli, 2018
- Si fa sera e il giorno ormai volge al declino, con Nicolas Diat, traduzione di Davide Riserbato, Cantagalli, 2019
- Dal profondo del nostro cuore, con Benedetto XVI, traduzione di Davide Riserbato, Cantagalli, 2020

### Curatore
- Africa. La nuova patria di Cristo. Raccontata dai vescovi africani, autori vari, Cantagalli, 2015

### Prefazioni
- Le Gender, une norme mondiale? Pour un discernement, di Marguerite A. Peeters, Broché, 2013
- Vatican II: le Concile en questions: entre événement et héritage, di Marc Aillet, Broché, 2015
- S'il te plaît, Maman, emmène-moi me confesser, di Ingrid d'Ussel, Broché, 2016
- L'esprit de la liturgie ancienne: Joseph Ratzinger et la messe de saint Pie V, di Gérald de Servigny, Broché, 2016
- On ne plaisante pas avec les sacraments, di Nicola Bux, Broché, 2017